# 山本正美 (日本共産党)
山本 正美（やまもと まさみ、1906年9月28日 - 1994年9月19日）は、日本の社会運動家。コミンテルンで決定された『日本における情勢と日本共産党の任務に関するテーゼ』（通称、32年テーゼ）の作成に実質的に関与した唯一の日本人で、一時期日本共産党の中央委員長を務めたが、戦後除名された。

## 経歴・人物
高知県出身。1927年モスクワの東方勤労者共産大学（クートベ）に留学、プロフィンテルンやコミンテルンで活動。コミンテルン東洋部において、32年テーゼの基礎資料作成・分析である種の役割を果たし、テーゼ作成に実質的に関与した唯一の日本人であった。ソ連滞在中「アキ」の名で論説を書き、その能力のためにコミンテルン内で相当高い評価を受け、日本問題についての欠かせない要員になっていたとみられている。
1932年末に帰国、このテーゼに基づいて壊滅状態の日本共産党を再建する責任者となり、中央委員長を務めた（リンチ共産党#経緯も参照）が、1933年春に検挙、投獄された。1936年-1937年、公判に付され法廷で長大な陳述を行った。
戦後は「湯本正夫」の名で評論活動などに携わっていたが、1961年同党を除名され、のちに統一労働者党の結成に参加した。

## 著作
- 『激動の時代に生きて－共産主義者の手記』マルジュ社、1985年8月
- 刊行委員会編監『山本正美裁判関係記録・論文集－真説「三十二年テーゼ」前後』新泉社、1998年6月
- 刊行委員会編監『山本正美治安維持法裁判陳述集－続／裁判関係記録・論文集』新泉社、2005年７月